# Manjul Bhargava
Manjul Bhargava (tiếng Phạn: मंजुल भार्गव) (sinh ngày 08 tháng 8 năm 1974) là một nhà toán học người Mỹ gốc Canada Ấn Độ. 
Ông là giáo sư toán học R. Brandon Fradd tại Đại học Princeton và được biết đến chủ yếu vì những đóng góp của ông cho lý thuyết số. Năm 2014, cùng đợt với các nhà toán học Artur Avila, Martin Hairer, và Maryam Mirzakhani, ông được trao Huy chương Fields vì "đã phát triển các phương pháp hữu hiệu vào hình học của các con số, trong đó ông đã áp dụng để đếm các vành có hạng nhỏ và để chặn chắc hạng trung bình của các đường cong elliptic".

## Tiểu sử
Bhargava sinh ra ở Hamilton, Ontario, và lớn lên chủ yếu ở Long Island, New York. Mẹ ông, bà Mira Bhargava, là một nhà toán học ở Đại học Hofstra, và cũng là người dạy toán đầu tiên cho ông.
Ông đã hoàn thành tất cả các chương trình trung học về toán học và khoa học máy tính của mình lúc 14 tuổi. Ông theo học Trường trung học Plainedge ở North Massapequa và tốt nghiệp năm 1992 với loại xuất sắc.
Năm 1996, ông nhận bằng cử nhân tại Đại học Harvard. Ông được trao tặng giải Morgan cho những nghiên cứu thời đại học của mình. Bhargava tiếp tục làm nghiên cứu sinh tiến sĩ tại Đại học Princeton, nơi ông hoàn tất luận văn có tiêu đề "Higher composition laws" dưới sự hướng dẫn của Andrew Wiles vào năm 2001 với sự hỗ trợ của học bổng Hertz Fellowship. Ông làm học giả thỉnh giảng ở Viện Nghiên cứu cao cấp Princeton vào năm 2001–02, và tại Đại học Harvard vào năm 2002–03.
Năm 2003, ông được Đại học Princeton bổ nhiệm ông làm giáo sư thực thụ. Ông được bổ nhiệm làm Stieltjes Chair tại Đại học Leiden vào 2010.
Bhargava cũng là một tay chơi trống tabla thành thục, học từ các guru như Zakir Hussain. Ông cũng học tiếng Phạn tư ông nội Purushottam Lal Bhargava, một học giả nổi tiếng về tiếng Phạn và lịch sử Ấn Độ. Ông cũng là một người ngưỡng mộ thơ tiếng Phạn.